# Институт исследований космоса с помощью космического телескопа
Институт исследований космоса с помощью космического телескопа (англ. Space Telescope Science Institute) (STScI) — научный оперативный центр, основанный НАСА в 1981 году для управления и проведения исследований с использованием космического телескопа Хаббл (HST), который на орбите с 1990 года, и космического телескопа имени Джеймса Уэбба (JWST), запуск которого состоялся 25 декабря 2021 года. Находится в здании Стивен Мюллер Билдинг в кампусе Хомвуд Университета Джонса Хопкинса в Балтиморе в штате Мэриленд. Управляется Ассоциацией университетов по исследованию в области астрономии (AURA).
Сегодня в дополнение к осуществлению непрерывных научных операций с HST и подготовку научных исследований с JWST, STScI управляет Архивом для космических телескопов имени Барбары Микульской (MAST), Дата-центром управления для космического телескопа Кеплер и руководит целым рядом других мероприятий, использует опыт и инфраструктуру для поддержки операций космических астрономических обсерваторий. Большинство средств для своей деятельности STScI получает по контрактам с Центром космических полётов имени Роберта Годдарда (GSFC), но есть мелкие проекты, финансируемые Исследовательским центром Эймса (ARC), Лабораторией реактивного движения НАСА и Европейским космическим агентством (ESA). Персонал STScI состоит из учёных (в основном астрономов и астрофизиков), разработчиков программного обеспечения, специалистов по управлению данными и управлению телескопами, экспертов по образованию и информированию общественности, а также административного и вспомогательного персонала. В STScI работают около 100 ученых, 15 из которых являются сотрудниками Европейского космического агентства, задействованными в проекте HST. Общее число сотрудников STScI — около 450 человек.